# Александровка (Жуковский район)
Алекса́ндровка — деревня в Жуковском районе Брянской области, в составе Ходиловичского сельского поселения. 
 Расположена в 11 км к северо-востоку от деревни Петуховка, в 6 км к востоку от деревни Саково. Население — 10 человек (2010).

## История
Упоминается с XIX века (другое название — сельцо Александровское); бывшее владение Правиковых, Похвисневых. Состояла в приходе села Бацкино. 
С 1861 по 1925 входила в состав Фошнянской волости Брянского (с 1921 — Бежицкого) уезда; с 1925 года в Жуковской волости, с 1929 в Жуковском районе. До 1930-х гг. являлась центром Александровского сельсовета (также временно входила в Бацкинский сельсовет); затем до 1968 года в Саковском сельсовете, в 1968—2005 гг. в Ходиловичском сельсовете.
| Годы      | 1866 | 1897 | 1926 | 1979 | 1989 | 2002 | 2010 |
| --------- | ---- | ---- | ---- | ---- | ---- | ---- | ---- |
| Население | 274  | 607  | 509  | 64   | 45   | 22   | 10   |